# KK Gorica Velika Gorica
KK Gorica je hrvatski košarkaški klub iz Velike Gorice.

## Povijest
Najveći klupski uspjeh bio je 2013./2014. kad su bili prvi u A-2 ligi skupina Centar. U kvalifikacijskoj ligi za A-1 bili su drugi te su kroz dodatne kvalifikacije protiv Svjetlost Broda iz Slavonskog Broda plasirali se u A-1 ligu.

## Imena
- Gorički omladinski košarkaški klub (1969. – 1970.)
- KK Radnik (1970. – 1992.)
- KK Media (1992. – 1997.)
- KK Gorica (1997. – danas)

## Poznati bivši igrači
- Mario Kasun
- Robert Troha

## Vanjske poveznice
- Službena stranica